# Galina (Ill)
Die Galina (auch: Galinabach) ist ein etwas über 7 Kilometer langer linker Zufluss der Ill in Vorarlbergs. 

## Geografie

### Verlauf
Die Galina entspringt im Galinatal, nordöstlich des Galinakopfs in 1618 m ü. A. Höhe. Sie mündet zwischen Feldkirch und Nenzing von links in die Ill.

### Zuflüsse
(Vom Ursprung bis zur Mündung. Namen und Längen (auf eine Nachkommastelle gerundet) nach dem  Vorarlberg Atlas)
- Filbrinerrüfe (rechts), 0,8 km
- Herztobel(bach) (rechts), 0,1 km
- Sattelbach (links), 1,6 km
- Rofelbach (links), 2,6 km
- Fischbrunnenbach (rechts), 0,6 km